# قباد پسر کاوه آهنگر
قباد از شخصیت های شاهنامه و فرزند کاوه آهنگر و برادر قارن‌کاوگان و عموی کشواد زرین کلاه است. او از نامداران سرزمین ری و برادر بزرگ قارن و از سرداران سپاه ایران در زمان فرمانروایی نوذر است که در جنگ با افراسیاب به زخم تیغ بارمان، از پهلوانان تورانی کشته می شود.
قباد به گفته خویش از زمان منوچهر در میدان‌های نبرد حضور داشته و باور داشت مرگ یک روی از دو روی عاقبت پیکار و جنگ است.قباد یا قباد پیر در نبرد نوذر با افراسیاب هنگامی که بارمان از سپاه تورانیان پا به میدان نهاد و هماورد طلبید و هیچ کس از سپاه ایران یارای برابری با او را نداشت؛ با وجود کهولت سن پا به میدان می گذارد و نبرد جانانه ای انجام میدهد و در نهایت به‌دست بارمان کشته می شود.

## نام
نام قباد در اوستا کَوات (لاتین: Kavāta) و در زبان فارسی میانه به صورت کَوات( Kavāt) ذکر شده است و در فارسی نو به صورت قباد درآمده است.